# Memoirs of an Imperfect Angel
Memoirs of an Imperfect Angel (español, Memorias de un ángel imperfecto) es el duodécimo álbum de estudio de la cantante estadounidense Mariah Carey, publicado mundialmente durante el último trimestre del año 2009, bajo el sello discográfico de la compañía Island Records.  
Escrito y producido en su mayoría por Carey, Christopher "Tricky" Stewart y Terius "The-Dream" Nash, recibió comentarios generalmente favorables por parte de los críticos de música. En Metacritic, el álbum recibió un puntaje una calificación promedio de 70/100, superior a la obtenida por sus discos anteriores. 
Ulterior al lanzamiento de los sencillos, “Obsessed”, “I Want to Know What Love Is” y “H.A.T.E.U.”, la cantante emprendió una gira de conciertos llamada “The Angels Advocate Tour”, visitando numerosas ciudades de los Estados Unidos y Canadá.
Según Nielsen SoundScan, hasta marzo de 2013, Memoirs of an Imperfect Angel vendió 545 000 copias en los Estados Unidos.

## Concepción

### Antecedentes y grabación
A principios de 2009, el cantautor The Dream declaró que junto a Mariah Carey habían comenzado a trabajar en el próximo álbum de Carey:

Creo que solo la escritura del álbum, requiere que centremos nuestra atención en todos los grandes éxitos que ella ha tenido. Ella no puede tener una pérdida...Así que es básicamente lo que estamos tratando de hacer, un álbum de grandes éxitos sin usar sus grandes éxitos.

En mayo del mismo año, Carey reveló que el título del álbum sería Memoirs of an imperfect angel, y comentó además que sería un disco muy personal y dedicado a sus fanes. También explicó que la razón por la cual decidió utilizar tres fotografías en la portada del álbum, se debe a que el álbum contiene muchas historias y emociones diferentes. El 16 de junio, Carey declaró a través de Twitter, que habría "grandes baladas" en su nuevo álbum, y añadió que estaba tratando de hacer algo para todos los amantes de Butterfly y de sus álbumes más antiguos.
Carey trabajó por primera vez con el galardonado productor de R&B y Hip hop Timbaland, juntos crearon una serie de pistas, mas por razones desconocidas ninguna de ellas fue incluida finalmente en el álbum. La cantante escribió una canción titulada “Imperfect”, que versaba sobre la presión social con la que deben lidiar las mujeres, por sentir que necesitan ser perfectas; sin embargo no fue incorporada al álbum. En una entrevista previa a la publicación del disco, Carey señaló que estaba trabajando con el productor Jermaine Dupri, sin embargo ninguna de sus creaciones fue incluida en el disco.
En una entrevista con la revista Elle, la cantante emitió una descripción del sonido de su nuevo álbum, comentando:
```

```

Cada canción es un instante de una historia. Pero en general, el disco está ambientado en los ritmos R&b y Hip hop con un montón de momentos lentos. Cada canción tiene su propio estado de ánimo. El álbum tiene mucho sentido del humor, en algunas partes puedes oírme reir a carcajadas, mientras que también tiene momentos instrospectivos profundos.

### Concepto y empaque
Durante una entrevista con la compañía Amazon.com, la cantante reveló los motivos que la inspiraron a componer el álbum, señalando que "cada canción tiene su propia historia, cada una es como una conversación íntima o un relato escrito en un diario de vida. Muchas de las canciones relatan momentos específicos de mi vida, acontecimientos reales que me han ocurrido, mientras que otras están inspiradas en películas, y en historias que me han contado amigos. La gente puede escuchar el disco y elegir las canciones con las que se sientan identificados. En general el álbum tiene algo para todo el mundo."

## Sencillos
"Obsessed" fue el primer sencillo del álbum. Logra el número 7 en el Billboard Hot 100, llega al top 10 en Francia e Italia; y tuvo éxito moderado en el resto del mundo. 

El primer sencillo de mi nuevo álbum Memoirs of an Imperfect Angel se llama "Obsessed" y estará el próximo martes en la radio. En serio, esta es una de mis canciones de siempre. Me encanta todo el álbum, estoy completamente inmersa en él, no puedo esperar para que ya puedan escucharlo...
Mariah Carey, Twitter, martes 8 de junio de 2009

El segundo sencillo del álbum es la versión del tema I Want to Know What Love Is de la banda Foreigner. No fue tan exitoso en Estados Unidos, ya que apenas alcanzó el número 60 en el Billboard Hot 100. Alcanzó el top 10 en Francia, Japón y Hungría, y tuvo éxito moderado en el resto del mundo. Sin embargo, este sencillo llegó al número 1 en Brasil por 27 semanas consecutivas y se convierte en la canción con más semanas en primer lugar en dicho país. 
El tema "H.A.T.E.U" fue lanzado como el tercer sencillo del álbum.
El cuarto sencillo "Up Out My Face" a dúo con Nicki Minaj alcanza la posición número 100 en el Billboard Hot 100.
El quinto y último sencillo, "Angels Cry" con la participación de Ne-Yo, aparentemente estaba planeado para un álbum de remixes de "Memoirs of a Imperfect Angel", llamado "Angels Advocate", sin embargo el proyecto fue cancelado.

## Lista de canciones
1. "Betcha Gon' Know (The Prologue)" — 4:00
2. "Obsessed" — 4:02
3. "H.A.T.E.U." — 4:28
4. "Candy Bling" — 4:03
5. "Ribbon" — 4:21
6. "Inseparable" — 3:34
7. "Standing O" — 4:00
8. "It's a Wrap" — 3:59
9. "Up Out My Face" — 3:41
10. "Up Out My Face (The Reprise)" — 0:51
11. "More Than Just Friends" — 3:37
12. "The Impossible" — 4:01
13. "The Impossible (The Reprise)" — 2:26
14. "Angel (The Prelude)" — 1:04
15. "Angels Cry" — 4:02
16. "Languishing (The Interlude)" — 2:34
17. "I Want to Know What Love Is" — 3:27

Disco 2Obsessed
1. "Obsessed (Cahill Radio Mix)" — 3:22
2. "Obsessed (Seamus Haji & Paul Emanuel Radio Edit)" — 3:14
3. "Obsessed (Jump Smokers Radio Edit) — 3:21
4. "Obsessed (Friscia And Lamboy Radio Mix" — 4:12

## Posiciones
| Listas (2009)                     | mejor Posición |
| --------------------------------- | -------------- |
| Australian Albums Chart           | 6              |
| Austrian Albums Chart             | 39             |
| Belgian Albums Chart (Flanders)   | 44             |
| Belgian Albums Chart (Wallonia)   | 24             |
| Canadian Albums Chart             | 5              |
| Czech Republic Albums Chart       | 27             |
| Danish Albums Chart               | 8              |
| Dutch Albums Chart                | 26             |
| European Top 100 Albums           | 21             |
| French Albums Chart               | 10             |
| German Albums Chart               | 27             |
| Hungarian Albums Chart            | 32             |
| Italian Albums Chart              | 17             |
| Japanese Albums Chart             | 9              |
| Korean Albums Chart               | 1              |
| Mexican Albums Chart              | 49             |
| New Zealand Albums Chart          | 25             |
| Spanish Albums Chart              | 23             |
| Swedish Albums Chart              | 44             |
| Swiss Albums Chart                | 18             |
| Taiwan International Albums Chart | 3              |
| U.S. Billboard 200                | 3              |
| U.S. R&B/Hip-Hop Albums           | 1              |

| Región                | Certificación (en ventas) |
| --------------------- | ------------------------- |
| Brasil (ABPD)         | Oro                       |
| Corea del Sur (IFPI)  | Platino                   |
| Reino Unido (BPI)     | Plata                     |
| Estados Unidos (RIAA) | Platino                   |

## Fecha de Lanzamiento
| País           | Fecha                    | Sello           | Formato              |
| -------------- | ------------------------ | --------------- | -------------------- |
| Netherlands    | 25 de septiembre de 2009 | Universal Music | CD, Digital download |
| Poland         | 25 de septiembre de 2009 | Universal Music | CD, Digital download |
| Hong Kong      | 28 de septiembre de 2009 | Universal Music | CD, Digital download |
| Philippinas    | 28 de septiembre de 2009 | Universal Music | CD, Digital download |
| Norway         | 28 de septiembre de 2009 | Universal Music | CD, Digital download |
| Estados Unidos | 29 de septiembre de 2009 | Island Records  | CD, Digital download |
| Canadá         | 29 de septiembre de 2009 | Universal Music | CD, Digital download |
| Taiwan         | 29 de septiembre de 2009 | Universal Music | CD, Digital download |
| Denmark        | 30 de septiembre de 2009 | Universal Music | CD, Digital download |
| Finlandia      | 30 de septiembre de 2009 | Universal Music | CD, Digital download |
| Sweden         | 30 de septiembre de 2009 | Universal Music | CD, Digital download |
| Alemania       | 2 de octubre de 2009     | Universal Music | CD, Digital download |
| Italia         | 2 de octubre de 2009     | Universal Music | CD, Digital download |
| Australia      | 2 de octubre de 2009     | Universal Music | CD, Digital download |
| Japón          | 3 de octubre de 2009     | Universal Music | CD, Digital download |
| Francia        | 5 de octubre de 2009     | Universal Music | CD, Digital download |
| Brazil         | 8 de octubre de 2009     | Universal Music | CD                   |
| Estados Unidos | 12 de octubre de 2009    | Island Records  | Collectors Edition   |
| Reino Unido    | 16 de noviembre de 2009  | Mercury Records | CD, digital download |